# Kidding
Kidding és una sèrie televisiva dels Estats Units que podem classificar com a comèdia dramàtica. Va ser creada per Dave Holstein i dirigida per Michel Gondry. Els personatges principals són interpretats per Jim Carrey i Catherine Keener. La sèrie es va estrenar el 9 de setembre de 2018 als Estats Units (Showtime) i a Espanya (Movistar Series). Després de l'estrena, les crítiques van ser en la seva majoria bones, puntuant-la amb notables i excel·lents en pàgines com Rotten Tomatoes o Metacritic.

## Argument
Kidding explica la vida de Jeff, interpretat per Jim Carrey, un home que treballa a una de les sèries de televisió infantil més conegudes com a Sr. Pickles. Tot i tenir un gran èxit a la feina, la seva vida familiar està passant per una situació tràgica i difícil d'afrontar.

## Actors
- Jim Carrey: Jeff (Sr. Pickles)
- Frank Langella: Seb
- Judy Greer: Jill
- Cole Allen: Will
- Juliet Morris: Maddy
- Catherine Keener: Deirdre